# Albania na Mistrzostwach Świata w Lekkoatletyce 2011
Albania na Mistrzostwach Świata w Lekkoatletyce 2011 – Albania podczas czempionatu w Daegu była reprezentowana przez 1 zawodniczkę.

## Występy reprezentantów Albanii

### Kobiety
| Konkurencja   | Zawodnik   | Runda 1  | Runda 1 | Runda 2  | Runda 2 | Półfinał | Półfinał | Finał    | Finał   |
| Konkurencja   | Zawodnik   | Rezultat | Pozycja | Rezultat | Pozycja | Rezultat | Pozycja  | Rezultat | Pozycja |
| ------------- | ---------- | -------- | ------- | -------- | ------- | -------- | -------- | -------- | ------- |
| Bieg na 800 m | Luiza Gega | —        | —       | 2:03,21  | 28.     | NQ       | NQ       | NQ       | NQ      |